# نزة المحزمين
قرية نزة المحزمين هي إحدى القرى التابعة لمركز جهينة بمحافظة سوهاج في جمهورية مصر العربية. حسب إحصاءات سنة 2006، بلغ إجمالي السكان في نزة المحزمين 6981 نسمة، منهم 3628 رجل و3353 امرأة.